# Reserva natural de Ciudad Evita
La reserva natural de Ciudad Evita es un área natural protegida ubicada en el partido de La Matanza, en la provincia de Buenos Aires. Se encuentra emplazada en la cuenca de la Matanza-Riachuelo, cercana a Ciudad Evita. La reserva se creó durante el gobierno de Fernando Espinoza, mediante la ordenanza municipal 24.247. El área protegida cubre solamente 287,8 hectáreas de las 698,3 planificadas por diversos proyectos, incluyendo algunos proyectos de ley provinciales. En la actualidad existen diversos proyectos de ley, incluyendo uno del diputado del PRO Cristian Ritondo, para crear una reserva nacional que dependa de la Administración de Parques Nacionales.
La reserva tiene características naturales y culturales propias de la región pampeana, y es un sitio con valor histórico, social, cultural y ambiental. Es un área que comprende humedales, pastizal pampeano y talar de barranca, que cumplen importantes servicios ecosistémicos. La reserva cuenta además con un cuerpo de agua y una laguna, y una gran biodiversidad de fauna y flora. En la zona se encontraron restos arqueológicos pertenecientes a las tribus Querandíes. Ciudad Evita es además uno de los barrios populares modelo establecidos por Juan Domingo Perón. La reserva también forma parte de las áreas de interés de ACUMAR, por encontrarse en la cuenca Matanza-Riachuelo.
La zona se encuentra amenazada por diversos conflictos ambientales y sociales. Sectores vulnerables sin acceso a viviendas dignas buscan establecer asentamientos irregulares y toman tierras, lo que genera conflictos con los vecinos de la zona que buscan proteger el área natural. También se producen quemas de terrenos y pastizales, y vertido irregular de residuos sólidos urbanos y residuos industriales. Hay además sectores comerciales interesados en el desarrollo inmobiliario informal en la zona. La ausencia de carteles que señalen la reserva y de un servicio de guardaparques, y en general la falta de protección adecuada por parte del Estado, incrementan la frecuencia y gravedad de los conflictos ambientales en torno a la reserva.

## Características

### Flora
Los bosques de Ciudad Evita se originaron durante el final de la era cenozoica. A partir de la colonización europea, se fueron introduciendo diferentes especies de flora exóticas. 

#### Árboles
- Acacia de Constantinopla
- Acacia negra
- Acacia mansa
- Aguaribay
- Álamo plateado
- Algarrobo blanco
- Anacahuita
- Araucaria Bidwillii
- Casuarina
- Cedro de Atlas
- Ceibo
- Ciprés calvo
- Ciprés de Monterrey
- Curupí
- Espinillo
- Liquidambar
- Mora blanca
- Mora negra
- Ombú
- Palo borracho
- Paraíso
- Pino insigne
- Pino marítimo
- Pino Paraná
- Plátano
- Roble de los pantanos
- Sauce criollo
- Sauce llorón
- Sen del campo
- Tala
- Tarumá

### Fauna
La reserva alberga una gran biodiversidad, y se pueden encontrar especies de anfibios, peces y aves. Se han observado más de 140 especies de aves en la reserva. De las especies de aves identificadas en la reserva, más de 40 especies son propias de hábitats como humedales y lagunas, lo que indica la importancia de mantener el ecosistema para la conservación de estas aves.

#### Aves

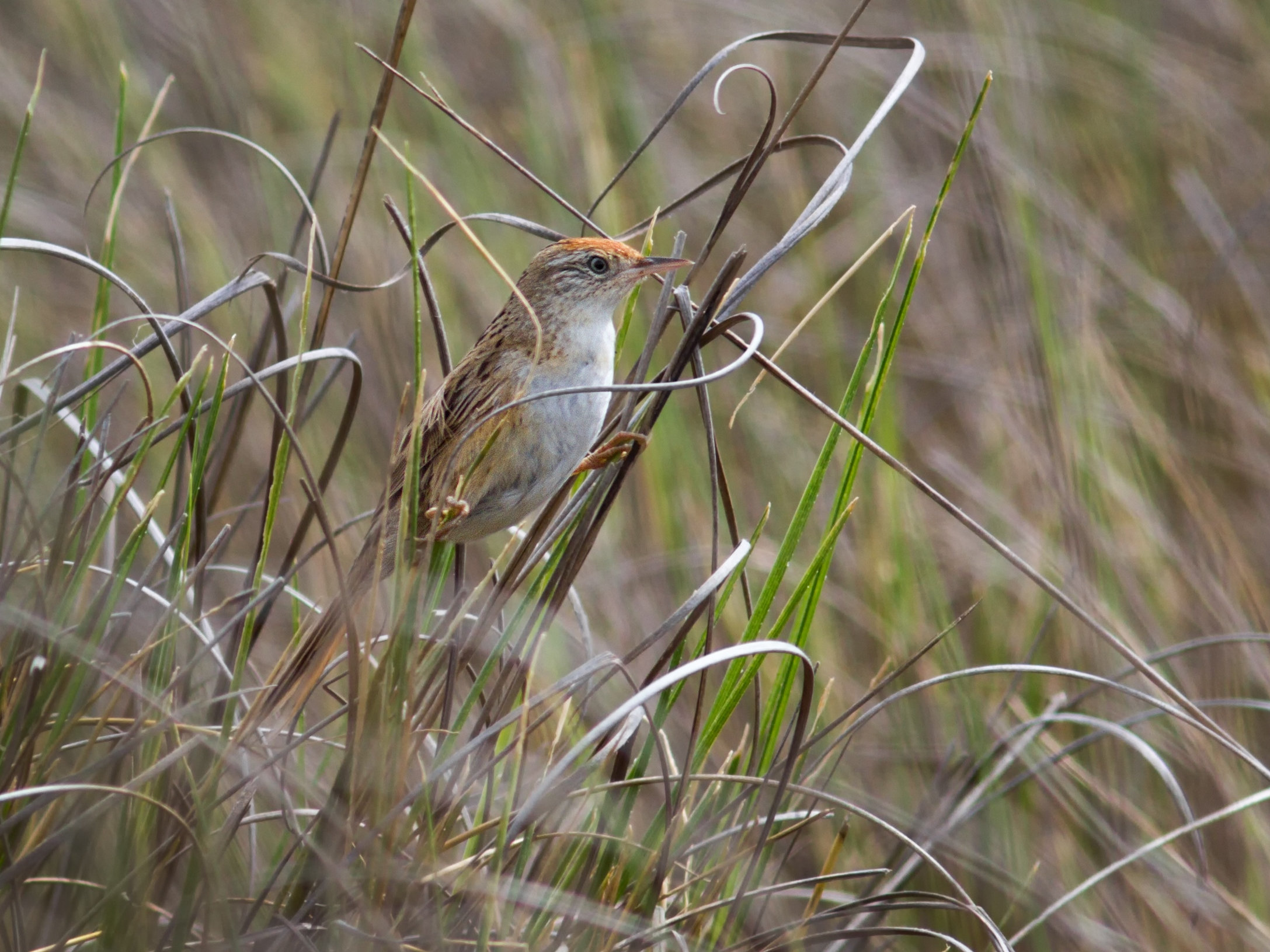
Un espartillero enano, una especie de aves casi amenazada según la UICN que nidifica en la reserva.

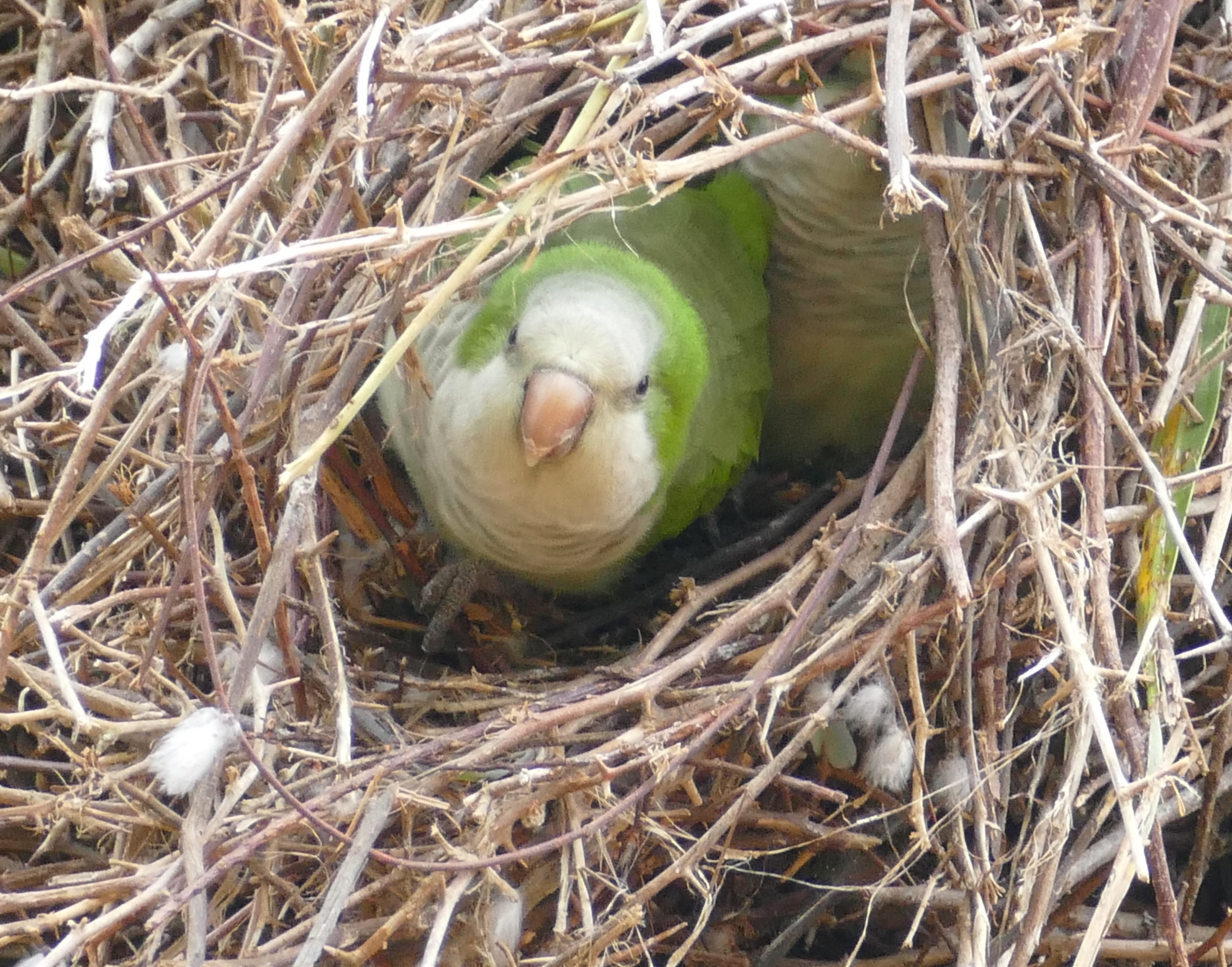
Una cotorra argentina, nativa de la región.

- Aguatero
- Alilicucu común
- Anambé común
- Arañero coronado chico
- Becasinas
- Benteveo común
- Biguá
- Boyerito
- Brasita de fuego
- Cabecita negra
- Caburé chico
- Calandria grande
- Carancho
- Caraú
- Cardenal común
- Carpintero blanco
- Carpintero campestre
- Carpintero real
- Catita cirirí
- Celestino común
- Chiflón
- Chimango
- Chinchero chico
- Chingolo
- Chiricote
- Churrinche
- Cigüeña americana
- Corbatita
- Cotorra común
- Espartillero enano
- Espátula rosada
- Estornino pinto
- Gallareta chica
- Gallareta escudete rojo
- Garza blanca
- Garza bruja
- Gavilán mixto
- Golondrina azul
- Golondrina doméstica
- Gorrión común
- Halconcito colorado
- Hornero
- Inambú común
- Ipecaá
- Jilguero dorado
- Junquero
- Lechuza campestre
- Martín pescador
- Mirasol
- Misto
- Ñanday
- Paloma doméstica
- Paloma Picazuru
- Pato barcino
- Pato de collar
- Pato fierro
- Pecho colorado
- Picaflor bronceado
- Picaflor garganta blanca
- Pirincho
- Pitiayumi
- Pitotoy
- Pitotoy grande
- Ratona común
- Sirirí
- Tacuarita azul
- Tero común
- Tero real
- Tijereta
- Tordo músico
- Tordo pico corto
- Tordo renegrido
- Yerutí común
- Zorzal chalchalero
- Zorzal colorado

## Historia
Algunas áreas de la reserva fueron declaradas patrimonio histórico municipal mediante la ordenanza 9430 de 1990, y más tarde sitio histórico nacional. El proyecto de la ordenanza municipal contemplaba una Zona a Preservar con una área de casi 500 hectáreas, pero en la actualidad solamente se declararon como protegidas unas 290 hectáreas. Las áreas a preservar revisten importantes valores culturales, históricos y ambientales. 
Un vecino de la zona describía la extensión del área a proteger de la siguiente forma:

(La ciudad) tiene un formato muy particular y que está declarado monumento histórico nacional, porque (la ciudad) se construyó, y si uno la mira desde el cielo, está el perfil de Evita. Y todo lo que nosotros queremos proteger, que es un espacio verde muy importante, es lo que protege el contorno del perfil de Evita.
Rubén Presa, vecino de Ciudad Evita

Los vecinos de Ciudad Evita se organizaron primero en torno a la protección del Bosque de Ciudad Evita. Entre 2002 y 2019, la toma de tierras y el establecimiento de asentamientos irregulares fue en aumento. Existe además un conflicto entre el Gobierno de la Ciudad de Buenos Aires y la Nación por la tenencia de las tierras, que genera desacuerdos respecto de la titularidad de algunos de los asentamientos irregulares. Las asociaciones vecinales exigen que además de la señalización y los guardaparques, se armen caminos internos y áreas de recreación que les permitan a los vecinos disfrutar de la zona.
En la zona a preservar existe además un emprendimiento privado de una fundación de origen coreano denominada IYF (Fundación Internacional de Jóvenes) que busca establecer de manera irregular un centro de recreación.